# Anundsjö Idrottsförening
O Anundsjö Idrottsförening, ou simplesmente Anundsjö IF, é um clube de futebol da Suécia fundado em 21 de junho de 1921. Sua sede fica localizada em Bredbyn.